# Volvo Danmark
Volvo Danmark A/S er et dansk datterselskab til AB Volvo med hovedkvarter i Taastrup i København. De importerer, forhandler og servicerer busser og lastbiler af mærket Volvo. Selskabet blev etableret i 1955. I 2022 havde de ca. 440 ansatte og en omsætning på ca. 1,7 mia. danske kroner.